# Emyr Lewis
Pas d'image ? Cliquez ici

a Compétitions nationales et continentales officielles uniquement.

b Matchs officiels uniquement.
Dernière mise à jour le 18 novembre 2024.
 Emyr Wyn Lewis est né le 29 août 1968 à Carmarthen (Pays de Galles). C’est un ancien joueur de rugby à XV, qui a joué avec l'équipe du pays de Galles au poste de troisième ligne centre (1,93 m pour 110 kg). 

## Carrière
Il a disputé son premier test match le 16 février 1991, contre l'équipe d'Irlande, et son dernier test match le 19 mars 1996 contre l'équipe de France.
Lewis a disputé trois matchs de la Coupe du monde 1991 et un match de la Coupe du monde 1995.

## Palmarès
- Sélections en équipe nationale : 41
- Sélections par année : 7 en 1991, 4 en 1992, 9 en 1993, 11 en 1994, 5 en 1995, 5 en 1996
- Tournois des Cinq Nations disputés : 1991, 1992, 1993, 1994, 1995, 1996